# Sven Hemmel
Sven Hemmel, född 8 juli 1906 i Visby, död 12 september 1982 i Lund, var en svensk bildlärare, illustratör och serietecknare. 
Han är främst ihågkommen för illustrationerna i Åke Holmbergs böcker om privatdetektiven Ture Sventon.

## Biografi
Efter studentexamen vid Visby högre allmänna läroverk utbildade sig Hemmel till teckningslärare vid Tekniska skolan i Stockholm samt var därefter under några år teckningslärare i Örebro. Han var teckningslärare på Katedralskolan i Lund 1944–1972.
Han gjorde även serieversioner av Ture Sventon-berättelserna, som ursprungligen publicerades i tidningen Kamratposten och senare i egna seriealbum. Hemmel är representerad vid bland annat Moderna museet.
Hemmel var son till historikern Hjalmar Jansson, yngre bror till författaren Dagmar Edqvist och far till regissören Jan Hemmel.